# مارینا سوداکووا
مارینا سوداکووا (روسی: Марина Владимировна Судакова؛ زادهٔ ۱۷ فوریهٔ ۱۹۸۹) بازیکن هندبال اهل روسیه است.
وی همچنین برندهٔ جوایزی همچون نشان دوستی شده‌است.